# クリスチャン・A・F・ペーテルス

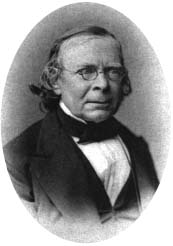
クリスチャン・A・F・ペーテルス

クリスチャン・アウグスト・フリードリヒ・ペーテルス（Christian August Friedrich Peters 、1806年9月7日 – 1880年5月8日）は、ドイツの天文学者。

## 生涯
ハンブルクに生まれた。1826年からアルトナの天文台でハインリッヒ・シューマッハの助手になり、1834年からハンブルク天文台で働き、1839年にプルコヴォ天文台に加わった。1849年にケーニヒスベルク大学の天文学の教授となり、フリードリヒ・ヴィルヘルム・ベッセルの後を継いでケーニヒベルク天文台の所長を務めた。1854年にアルトナの天文台の所長となり、天文雑誌『アストロノミシェ・ナハリヒテン』（Astronomische Nachrichten）の編集を引き継いだ。1872年に天文台がキールに移ると、ペーテルスもキールに移り、所長職を続けた。1852年に王立天文学会ゴールドメダルを受賞した。キールで没した。
息子のカール・フリードリヒ・ウィルヘルム・ペーテルス（Carl Friedrich Wilhelm Peters）も天文学者になった。月のペーテルスクレータはペーテルスに因んで命名された。
ペーテルスは章動や恒星の固有運動，年周視差に関する分野で貢献した。